# Скарбімір з роду Авданців
Скарбімір з роду Авданець гербу Абданк (помер 16 квітня до 1132 р. ) — польський магнат, вихователь, а пізніше радник і палатин Болеслава III Кривоустого.
Він був сином Міхала Старого з роду Авданець, комеса, засновника монастиря бенедиктинців у Любіні та близького родича Міхала Молодшого. Вважається, що у 1079 році Скарбімір разом з батьком супроводжував засланого в Угорщину короля Болеслава II Сміливого. Міхал Старий і Скарбімір, найімовірніше, повернулися до Польщі в 1086 році разом з Мешком, сином Болеслава. Після отруєння Мешка, в 1089 р., родина Авданців перебувала в опозиції до Сецеха, палатина короля Владислава Германа.
Скарбімір був політично активним за правління Владислава Германа . За його ініціативою було досягнуто домовленості між Болеславом Кривоустом та його братом Збігневом, а також відбувся мітинг у Вроцлаві. Саме у Вроцлавіі він присягнув обом синам Владислава Германа, схвалив звільнення з посади Войслава Повали, опікуна неповнолітнього Болеслава. Тоді ж вирішив організувати експедицію проти палатина Сецеха, реального правителя в державі. В результаті Скарбімір став головним радником Болеслава, а після смерті Владислава Германа став палатином у Малопольському князівстві та на Сілезії.
У 1103 р. від імені Кривоустого вів переговори з союзником Збігнєва, чеським князем Боживоєм II, разом з руським князем Святополком вторгся в Сілезію. Скарбімір підтримував античеську політику, ймовірно, за його підтримки в 1105 році була організована військова експедиція проти південного сусіда. Скарбімір був дуже впливовим політиком і навіть карбував власну монету. За словами хроніста Яна Длугоша, князь назначив його краківським воєводою в 1106 році . Він залишався вірним сподвижником князя Болеслава Кривоустого до 1117 р., саме  він, з невідомих обставин, виступив проти Болеслава, за що був осліплений в  покарання за бунт, осліпленням.
Історики пояснюють цей бунт із Заповітом Болеслава. Проблема з принципом успадкування з’явилася в 1115 році, коли народився Лешек, перший син Кривоустого від другого шлюбу. Скарбімір виступив проти встановлених законом положень про наслідування престолу так як вважав, що шляхетська еліта повинна приймати рішення про обрання спадкоємця престолу. Ймовірно, він відмовився скласти присягу на вірність і визнати положення заповіту, що призвело до його усунення з влади. Тоді палатин і розпочав війну з князем. Проте не знайшов союзників і зазнав поразки. Такий перебіг подій є  лише гіпотезою, через відсутність достовірних матеріалів для пояснення такої опали.
Були висунуті й інші, хоч і менш популярні, спекуляції: амбіції дворян, закулісні домовленості між Скарбіміром та русинським князем Володарем (теорію виснув Станіслав Закшевський), або домовленості з Великим київським князем Володимиром Мономахом. Також висувається версія щодо заздрості Кривоустого до великої популярності палатина (теорія Єжи Довіата).
Наприкінці 1121 року Петра Властовича було позбавлено титулу палатина, який знову був переданий Скарбіміру. Повернення на авансцену польських магнатів підтверджується тим фактом, що він відкриває список світських сановників в документі папського легата Жийома з Парижу (виданий між 1123 і 1125 роками), а також в Книзі братській з Любіну.
Скарбімір помирає 16 квітня (дату вказано в Любінському Некролозі). Рік смерті не вказано - відомо тільки те, що він помер під час правління Болеслава III Кривоустого, оскільки на момент своєї смерті Петро Властович вже був палатином. Вважається, що Властович служив воєводою ще в 1132 р., Отже, смерть Скарбіміра відбулася найпізніше в 1131 р..
Про дружину Скарбіміра відомо лише те, що вона померла не пізніше 1121 року. Скарбімір, мав семеро синів: Ящолта, Скарбіміра, Пшедвоя, Генрика, Щедрика, Міхала та Пакослава. Вважається, що його донькою була "Ляховиця" (Полька), яка в 1124 р. Вийшла заміж за Всеволода Давидовича, князя Муромського. Другою ймовірною дочкою Скарбіміра була дружина комеса Влоста, рідного або двоюрідного брата Петра Влостовича.